# USS Philippine Sea (CV-47)
El USS Philippine Sea (CV/CVA/CVS-47, AVT-11) fue un portaaviones clase Essex de la Armada de los Estados Unidos, el primer buque en ser nombrado en honor a la batalla del Mar de Filipinas. Fue botado el 5 de septiembre de 1945, tras el final de la Segunda Guerra Mundial, amadrinado por la esposa del Gobernador de Kentucky.
Durante su carrera el Philippine Sea sirvió principalmente en el océano Atlántico y vio varios despliegues al mar Mediterráneo así como un viaje a la Antártida como parte de la operación Highjump. Fue enviado a la península de Corea tras el estallido de la guerra de Corea, donde envió sus aviones en apoyo a las tropas de las Naciones Unidas, primero durante la batalla del Perímetro de Pusan y luego durante el desembarco de Inchon y la Segunda Batalla de Seúl. Posteriormente apoyó a las tropas de la ONU durante el ataque sorpresa chino en la batalla del embalse de Chosin. 
Para el resto de su servicio operó principalmente cerca de las costas de San Diego y San Francisco, vio varios despliegues al Lejano Oriente y fue redesignado como portaaviones de guerra antisubmarina (CVS). Fue dado de baja el 28 de diciembre de 1958 y vendido como chatarra en 1970.

## Construcción
El Philippine Sea fue el último de los 24 portaaviones clase Essex en ser completado, los más grandes y numerosos buques capital producidos para la Segunda Guerra Mundial. El CV-47 fue ordenado simultáneamente con el USS Valley Forge (CV-45) y USS Iwo Jima (CV-46) en junio de 1943.

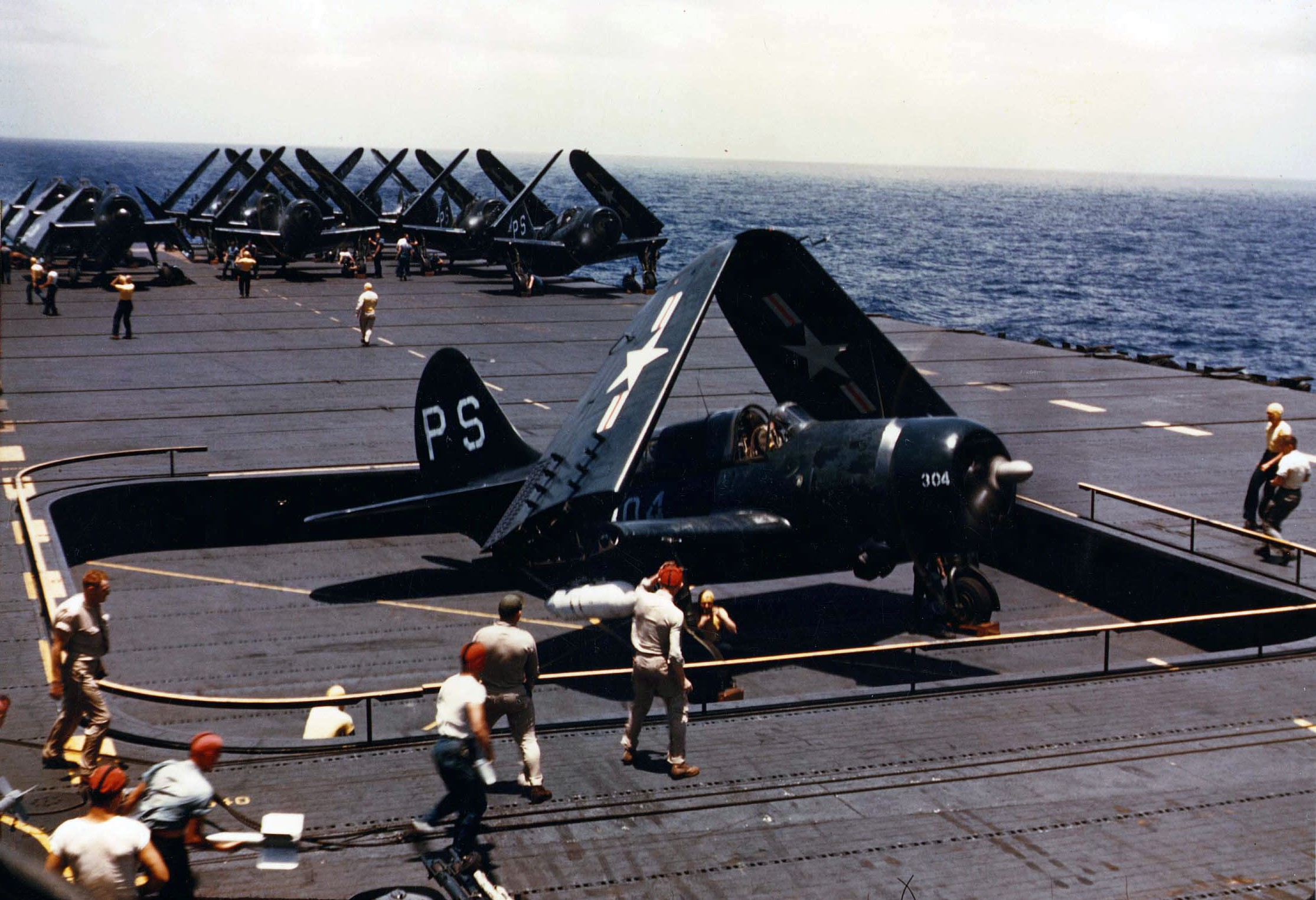
Curtiss SB2C Helldivers a bordo del Philippine Sea durante un crucero por el Mediterráneo en 1948.

El buque fue uno de los diseños "casco largo" de la clase, que habían comenzado a producirse después de marzo de 1943. Esta variante "casco largo" involucró alargar la proa por encima de la línea de flotación en forma de "clipper". El aumento de la inclinación proporcionó espacio en cubierta para dos montajes cuádruples de 40 mm, estas unidades también tenían la cubierta de vuelo ligeramente acortada hacia proa para proporcionar un mejor arco de fuego. De los buques clase Essex iniciados después de 1942, solo el Bon Homme Richard siguió el diseño original de casco corto. Los navíos posteriores han sido denominados diversamente como "unidades proa larga", "grupo casco largo", o clase Ticonderoga. Sin embargo, la Marina de Estados Unidos nunca mantuvo ninguna distinción institucional entre los miembros casco largo y corto de la clase Essex, y aplicó reacondicionamientos y mejoras de posguerra para ambos grupos por igual. El buque era impulsado por ocho calderas Babcock & Wilcox de 600 psi y turbinas de vapor Westinghouse, que desarrollaban 150 000 caballos de vapor y giraban cuatro hélices. Al igual que otros portaaviones clase Essex, tenía una velocidad máxima de 33 nudos. El coste de la nave se estimó en 68 y 78 millones de dólares.
Al igual que otros portaaviones clase Essex de casco largo, el Philippine Sea tenía un desplazamiento de 27 100 toneladas. Tenía una eslora total de 271 metros, manga de 28 m y un calado de 12 m. Si bien los portaaviones de la clase típicamente tenían una velocidad máxima de diseño de 33 nudos, el Philippine Sea sólo hizo 30 nudos en las pruebas de mar. La nave tenía una tripulación total de 3310. Al igual que los otros buques de la clase Essex, estaba armado con doce cañones de 127 mm dispuestos en cuatro montajes dobles y cuatro individuales, así como 8 baterías cuádruples de Bofors 40 mm y un número variable de cañones Oerlikon 20 mm. Sin embargo, a diferencia de sus buques gemelos, el Philippine Sea sustituyó los Oerlikons con cañones Bofors de 40 mm, dispuestos en 10 montajes cuádruples y dos montajes dobles.
La quilla del CV-47 fue puesta en grada el 19 de agosto de 1944 por la Bethlehem Steel Company en Quincy, Massachusetts. Originalmente, el buque iba a ser llamado USS Wright en honor a los hermanos Wright, pero a raíz de la batalla del Mar de Filipinas el 19 de junio de 1944, la Armada decidió que el buque llevara el nombre de la batalla y el 13 de febrero de 1945 fue renombrado como Philippine Sea. La construcción del buque continuó durante todo el verano de 1945, pero no estuvo terminado para el momento de Día de la Victoria en Europa. El buque fue botado el 5 de septiembre de 1945, sólo unos días después del día de la victoria sobre Japón y el final de la Segunda Guerra Mundial. Fue amadrinado por la esposa de Albert Chandler, el Gobernador de Kentucky.